# Бендслем
«Бендслем»(англ. Bandslam) — американський комедійний фільм 2009 року, що розповідає про підліткового кохання і пристрасті до музики.
Головні ролі виконали висхідні голлівудські зірки Елісон Мішалка та Ванесса Гадженс.

## Зміст
По вуха закоханий у музику Вілл Бартон вступає до нової школи, де є свої популярні музичні групи. На нього звертає увагу одна з найсимпатичніших і просунутих дівчат – Шарлотта. Разом вони створюють групу і знаходять свій унікальний стиль. Вілл повинен довести всім, що музика для нього – не просто захоплення. Одного разу він отримує пропозицію, яка буває тільки раз у житті, але тут виникають інші проблеми.

## Ролі
- Елісон Мішалка — Шарлотта Бенкс
- Ванесса Гадженс — Сем / Sam
- Гелан Коннелл — Вілл Бартон
- Скотт Портер — Бен
- Ліза Кудров — Карен Бартон

## Цікаві факти
- Слоган фільму - «Музика увірветься в твій світ!»
- Картина не принесла творцям каси - при бюджеті в $ 20 мільйонів, вона зібрала трохи більше $ 12 мільйонів
- Рейтинг PG - присутність батьків рекомендовано
- Виробництво картини йшло з лютого по квітень 2008 ріка на Манхеттені та у Техасі, США
- У створенні брали участь кінокомпанії: Goldsmith-Thomas Productions, Summit Entertainment, Walden Media
- Summit Entertainment займалася прокатом у США
- Прем'єра у США відбулася 6 серпня 2009 року. У Росії фільм вийшов у 2010 році на DVD. У Малайзії 2009 року в обмеженому прокаті. Світовий прокат включив релізи більш ніж в сорока країнах